# SPANXB1
SPANXB1 (англ. SPANX family member B1) – білок, який кодується однойменним геном, розташованим у людей на довгому плечі X-хромосоми. Довжина поліпептидного ланцюга білка становить 103 амінокислот, а молекулярна маса — 11 840.
| 10         |  | 20         |  | 30         |  | 40         |  | 50         |
| ---------- |  | ---------- |  | ---------- |  | ---------- |  | ---------- |
| MGQQSSVRRL |  | KRSVPCESNE |  | ANEANEANKT |  | MPETPTGDSD |  | PQPAPKKMKT |
| SESSTILVVR |  | YRRNVKRTSP |  | EELLNDHARE |  | NRINPDQMEE |  | EEFIEITTER |
| PKK        |  |            |  |            |  |            |  |            |

A: Аланін

C: Цистеїн

D: Аспарагінова кислота

E: Глутамінова кислота

F: Фенілаланін

G: Гліцин

H: Гістидин

I: Ізолейцин

K: Лізин

L: Лейцин

M: Метіонін

N: Аспарагін

P: Пролін

Q: Глутамін

R: Аргінін

S: Серин

T: Треонін

V: Валін

Локалізований у цитоплазмі, ядрі.